# Busby Berkeley
Busby Berkeley, nascut William Berkeley Enos (Los Angeles, Califòrnia, 29 de novembre de 1895 – Palm Springs, 14 de març de 1976), fou un director de cinema i coreògraf estatunidenc. Berkeley fou conegut pels seus elaborats números musicals que incloïen complexes formes geomètriques. Els seus treballs requerien un gran nombre de showgirls i elements per a imitar un efecte de calidoscopi. Va començar com a director de teatre, igual que altres directors de cinema. A diferència d'altres directors, creia que la càmera havia de tenir moviment, i va filmar des d'angles inusuals per al públic d'eixa època, preses que no podien ser obtingudes en altre tipus de films. És per açò que el seu rol en el gènere dels musicals és tan important.

## Carrera
Va fer el seu debut artístic a l'edat de 5 anys, actuant en la companyia teatral de la seva família. Durant la Primera Guerra Mundial va servir com a tinent d'artilleria. Durant els anys 20, Berkeley va ser un director de dansa amb prop d'una dotzena de musicals a Broadway, incloent obres com A Connecticut Yankee. Com a coreògraf, Berkeley no va utilitzar l'habilitat individual dels seus ballarines, sinó que feia servir grans quantitats per crear figures. Els seus números musicals eren els més grans de Broadway. L'única manera d'aconseguir que aquests números fossin més grans era traslladar-los al cinema, cosa que va fer quan les pel·lícules van tenir so.
Els seus primers treballs en el cinema van ser per als musicals protagonitzats per Eddie Cantor de Samuel Goldwyn, on va començar a utilitzar tècniques com individualitzar a cada ballarina amb un close-up, i moure-les al llarg de tot l'escenari per poder crear tantes figures com fos possible. La seva tècnica de filmar des de dalt va tenir la seva primera aparició als films de Cantor, i a més a Night World (1932) de la Universal. La seva popularitat entre l'audiència de la Gran Depressió es va assegurar el 1933, quan va fer les coreografies de tres musicals per Warner Brothers: El carrer 42, Footlight Parade i Gold diggers of 1933.
Mentre els musicals fets per Berkeley deixaven de ser novetat, es va centrar en la direcció quan la Warner li va donar l'oportunitat de provar en el drama. El resultat va ser Em van fer un criminal de 1939, una de les millors pel·lícules de John Garfield. Els treballs de Berkeley li van permetre treballar amb estrelles de MGM com Judy Garland. El 1943, va ser tret de la direcció de Girl Crazy a causa de conflictes amb Garland, però el número musical I Got Rhythm'', que ell va dirigir, es va mantenir en la pel·lícula.
El seu pròxim treball va ser a 20th Century-Fox pel film de 1943 The Gang's All Here. Berkeley va passar a la història del cinema nord-americà amb el número de Carmen Miranda Lady in the Tutti-Frutti Hat. Però els importants ingressos de la pel·lícula no van servir per cobrir el pressupost utilitzat. Berkeley va tornar a MGM en els anys 40, on va treballar amb el procés de Technicolor als films d'Esther Williams. L'última pel·lícula de Berkeley com a coreògraf va ser Billy Rose's Jumbo (1962) de MGM.

## Treballs
- A Connecticut Yankee (1927) (Broadway)
- Whoopee! (1930) (coreògraf)
- Kiki (1931) (coreògraf)
- Palmy Days (1931) (coreògraf)
- Flying High (1931) (coreògraf)
- The Kid from Spain (1932) (coreògraf)
- El carrer 42 (42nd street) (1933) (coreògraf)
- Gold Diggers of 1933 (1933) (coreògraf)
- Footlight Parade (1933) (coreògraf)
- Roman Scandals (1933) (coreògraf)
- Fashions of 1934 (1934) (director/coreògraf)
- Wonder Bar (1934) (dissenyador de números musicals)
- Dames (1934) (director/coreògraf)
- Gold Diggers of 1935 (1935) (director)
- In Caliente (1935) (director/coreògraf)
- Gold Diggers of 1937 (1936) (director/coreògraf)
- Stage Struck (1936) (director)
- The Singing Marine (1937) (director/coreògraf)
- Hollywood Hotel (1937) (director)
- Gold Diggers in Paris (1938) (director/coreògraf)
- Em van fer un criminal (They Made Me a Criminal) (1939) (director)
- Broadway Serenade (1939) (director)
- Els fills de la faràndula (Babes in Arms) (1939) (director)
- Strike Up the Band (1940) (director)
- Forty Little Mothers (1940) (director)
- Ziegfeld Girl (1941) (director de números musicals)
- Babes on Broadway (1941) (director)
- Lady Be Good (1941) (director de números musicals)
- Per mi i la meva noia (For Me and My Gal) (1942) (director)
- Cabin in the Sky (1943) (director de la seqüència Shine)
- Girl Crazy (1943) (director de la seqüència I Got Rhythm)
- The Gang's All Here (1943) (director)
- Cinderella Jones (1946) (director)
- Take Me Out to the Ball Game (1949) (director)
- Romance on the High Seas (1948) (coreògraf)
- Two Weeks with Love (1950) (coreògraf)
- Call Me Mister (1951) (coreògraf)
- Camí a Broadway (Two Tickets to Broadway) (1951) (coreògraf)
- Million Dollar Mermaid (1952) (coreògraf)
- Small Town Girl (1953) (coreògraf)
- Easy to Love (1953) (coreògraf)
- Rose Marie (1954) (coreògraf)
- Billy Rose's Jumbo (1962) (coreògraf)
- No, No, Nanette (1971) (Broadway)